# Оразацький сільський округ
Ораза́цький сільський округ (каз. Оразақ ауылдық округі, рос. Оразакский сельский округ) — адміністративна одиниця у складі Цілиноградського району Акмолинської області Казахстану. Адміністративний центр — село Оразак.
Населення — 2201 особа (2021; 1825 у 2009, 2157 у 1999, 1994 у 1989).
Станом на 1989 рік існувала Краснофлазька сільська рада (села Берлік, Оразак).

## Склад
До складу округу входять такі населені пункти:
| Населений пункт | Населення, осіб (1989) | Населення, осіб (1999) | Населення, осіб (2009) | Населення, осіб (2021) |
| --------------- | ---------------------- | ---------------------- | ---------------------- | ---------------------- |
| Бірлік, село    | 252                    | 337                    | 301                    | 264                    |
| Оразак, село    | 1742                   | 1820                   | 1524                   | 1937                   |